# Simulium sangrense
Simulium sangrense es una especie de insecto del género Simulium, familia Simuliidae, orden Diptera.
Fue descrita científicamente por Rivosecchi, 1967.